# Filippo Briezio
Philippe Briet (Abbeville, 6 maggio 1601 – Parigi, 9 dicembre 1668) è stato un gesuita, storico e cartografo francese.
Egli fu altresì bibliotecario presso il Collegio di Parigi.
Di lui ci sono pervenute alcune opere di geografia e di cronologia:
- Parallela geographiae veteris et novae, 1649, 3 volumi in-4
- Theatrum geographicum Europae veteris, 1653 in-folio
- Chronicon, ab orbe condito ad annum Christi, 1663 et 1682, 7 volumi in-12
- Philippi Labbe et Philippi Brietti Concordia chronologica, 1670, 5 volumi in-folio